# Ideas evolucionistas del Renacimiento y de la Ilustración
Las ideas evolucionistas del Renacimiento y de la Ilustración desarrollaron, ampliaron y volvieron más sofisticada la historia natural. Dichas ideas tomaron su mayor auge durante la Revolución científica por medio del mecanicismo; de igual manera, se volvieron más fuertes estas ideas a comienzos de la segunda mitad del siglo XVIII, ideas más materialistas y explícitas sobre la evolución biológica que comenzaron a surgir convirtiéndose en parte esencial de la Historia del pensamiento evolucionista.
Las ideas vagas y generales de la evolución continuaron proliferando entre los filósofos de mediados del siglo XVIII.
- Georges-Louis Leclerc de Buffon sugirió que lo que la mayoría de la gente llamaba especies eran en realidad variedades bien marcadas. Pensó que los miembros de lo que entonces se llamaba un género (que en términos de la clasificación científica moderna se consideraría una familia) todos descienden de un solo antepasado común. El antepasado de cada familia había surgido a través de generación espontánea; los efectos ambientales luego hicieron que divergieran en diferentes especies. Especuló que las aproximadamente 200 especies de mamíferos que se conocían entonces podrían haber descendido de tan solo 38 formas originales. El concepto de evolución de Buffon era estrictamente limitado.

- James Burnett, Lord Monboddo incluyó en sus escritos no solo el concepto de que el hombre había descendido de otros primates, sino también que, en respuesta a su entorno, las criaturas habían encontrado métodos para transformar sus características durante largos intervalos de tiempo. También realizó una investigación sobre la evolución de la lingüística, que fue citada por Erasmus Darwin en su poema "El templo de la naturaleza".